# Luigi Magistrelli
Luigi Magistrelli, né en 1961 à Santo Stefano Ticino en Italie, est un clarinettiste italien.

## Biographie
Luigi Magistrelli est né en 1961 à Santo Stefano Ticino, près de Milan en Italie,,.
Après avoir étudié la clarinette au conservatoire Giuseppe Verdi de Milan avec Primo Borali, Luigi Magistrelli suit des master classes avec Dieter Klöcker, Karl Leister et Giuseppe Garbarino,,.
Luigi Magistrelli se produit ensuite comme soliste avec de nombreux ensembles comme les Pomeriggi musicali, l'Angelicum, le Teatro Litta, les Solisti di Milano, Radio de Milan, Città di Magenta, Vivaldi Val Camonica, et l'orchestre symphonique de Legnano,.
Il joue ensuite comme première clarinette dans l'Orchestre Symphonique de Sanremo, l'Orchestre de Chambre Milano Classica, l'orchestre de chambre ArteViva de Milan et l'Orchestre Baroque de Crémone, et participe à quelques tournées avec l'Orchestre International d'Italie,,.
Luigi Magistrelli est professeur de clarinette au Conservatoire de Milan, président pour l'Italie de l'Association internationale de clarinette et donne des master classes et des conférences sur l'histoire de la clarinette et d'autres sujets connexes dans de nombreux pays,,. À Milan, il a, entre autres, comme élève Dario Zingales.
Il possède une vaste collection personnelle de clarinettes de tous types et de plusieurs époques,,.

## Discographie sélective
Luigi Magistrelli a enregistré deux CD pour le label Camerata Tokyo avec Karl Leister, clarinettiste solo de l'Orchestre philharmonique de Berlin pendant 34 ans, et deux CD sur les labels MDG gold et Orfeo avec le célèbre clarinettiste Dieter Klöcker,,. Il a par ailleurs publié des disques pour de nombreux labels comme Bayer Records, Leonarda, Talent Records, Brilliant Classics, Urania Records, Gallo, Centaur, Da Vinci Classics, Pongo Classica, Nuova Era, Stradivarius, Arta Records, ASV, Clarinet Classics, Sony Classical et Dynamic,,,, :

### Avec Karl Leister
- 2003 : Clarinet Chamber Music de Mozart par Karl Leister (clarinette) et Luigi Magistrelli (clarinette et cor de basset), avec Laura Magistrelli (clarinette et cor de basset), Carlo Dell'acqua (cor de basset), Silvio Maggioni (clarinette), Primo Borali (clarinette) et l'Andriani String Quartet (Camerata Tokyo)
- 2006 : Opera Arrangements For Two Clarinets & Basset Horn de Mozart, par Karl Leister (clarinette), Luigi Magistrelli (cor de basset) et Laura Magistrelli (clarinette) (Camerata Tokyo)

### Avec Dieter Klöcker
- 2009 : Klarinetten-Konzertstücke de Carl Baermann et Felix Mendelssohn Bartholdy, par Dieter Klöcker (clarinette), Luigi Magistrelli (cor de basset), Giuseppe Porgo (clarinette) et l'Orchestre de chambre de Prague (Orfeo)

### Autres enregistrements
- 1996 : Serenaden für Klarinette und Gitarre, avec Massimo Laura (guitare) (Bayer Records)
- 1998 : Notturni und Pot-pourri für Klarinette und Harfe de Charles Bochsa et Nicolas-Charles Bochsa, avec Elena Gorna (harpe) (Bayer Records)
- 1998 : Klassische Sonaten für Klarinette und Klavier, avec Sumiko Hojo (piano), Laura Magistrelli (clarinette) et Sergio Del Mastro (clarinette) (Bayer Records)
- 2000 : Die Romantische Klarinette, œuvres de Brahms, Mayr, Schubert, Marie Elisabeth von Sachsen-Meiningen (Bayer Records)
- 2001 : Kammermusik mit Klarinette de Joseph Küffner, avec l'ensemble La Variazione et l'Andriani String Quartet (Bayer Records)
- 2002 : Kammermusik mit Klarinette de Joseph Kreutzer et Conradin Kreutzer, par l'Italian Classical Consort, dir. Luigi Magistrelli (Bayer Records)
- 2003 : Sechs Sonaten für Klarinette und Klavier de Franz Anton Hoffmeister, avec Claudia Bracco (piano) (Bayer Records)
- 2003 : Concertos for Clarinet; Concertoni for Winds and Orchestra de Saverio Mercadante, avec Laura Magistrelli (clarinette), Elena Cecconi (flûte), Alfredo Pedretti (cor) et le Lario Chamber Orchestra, dir. Pierangelo Gelmini
- 2004 : Chamber Music for Winds de Giovanni Paisiello, par l'Italian Classical Consort, dir. Luigi Magistrelli (Bayer Records)
- 2004 : 2 Clarinets & Piano: Original Music from Finland, Malta, Israel, and Points in Between, avec Eva Wasserman-Margolis (clarinette) et Claudia Bracco (piano) (Leonarda)
- 2005 : Kammermusik mit Klarinette de Rodolphe d'Autriche, avec Claudia Bracco (piano), Alessandro Andriani (violoncelle), Marco di Giacomo (alto), Danilo Zaffaroni (basson) et Massimo Laura (guitare) (Bayer Records)
- 2006 : Kammermusik mit Klarinette de Robert Schumann, avec Sumiko Hojo (piano) et Matteo De Soldà (alto) (Bayer Records)
- 2006 : Kammermusik mit Klarinette de Ludwig van Beethoven, avec Claudia Bracco (piano) et Alessandro Andriani (violoncelle) (Bayer Records)
- 2006 : Chamber Music with Clarinet de Pietro Bottesini et Giovanni Bottesini, par l'Andriani String Quartet, dir. Luigi Magistrelli (Talent Records)
- 2007 : Works for Clarinet & Piano de Carl Gottlieb Reissiger, avec Claudia Bracco (piano) (Talent Records)
- 2008 : Raritäten der Klassik für Klarinette - Classical Clarinet Rarities, œuvres de Giuseppe Acerbi, Ludwig van Beethoven, Conradin Kreutzer, Bernhard Romberg, Louis Spohr et Anton Stadler, avec Laura Magistrelli (clarinette),  Jiri Krejci (clarinette), Marco Di Giacomo (alto), Guido Toschi (hautbois) et Claudia Bracco (piano) (Bayer Records)
- 2011 : Complete Works for Clarinet and Guitar de Ferdinand Rebay, avec Massimo Laura (guitare) (Brilliant Classics)
- 2011 : Sonatas for Clarinet and Fortepiano de Jean-Baptiste Vanhal, avec Chiara Nicora (fortepiano) (Urania Records)
- 2011 : Unknown Arias and Variations, avec Margherita Tomasi (soprano), Anna Maria Chiuri (mezzo-soprano), Maria Ermolaeva (mezzo-soprano), Claudia Bracco (piano), Daniela Rossi (piano), Massimo Belloni (piano) et Alessandro Andriani (violoncelle) (Gallo)
- 2011 : Clarinet repertoire of women composers, œuvres d'Alice Mary Smith, Fanny Mendelssohn, Caroline Schleicher-Krähmer, Marianna Bottini, Clémence de Grandval, Camilla de Rossi, Augusta Holmès, Anne-Amélie de Brunswick et Sarah Feigin, avec Claudia Bracco (piano et clavecin) et l'ensemble Il Cenacolo della Chimera (Gallo)
- 2012 : Rare Italian Clarinet Chamber Music of the 19th Century, avec l'Adami Clarinet Quartet et le Bel Canto Ensemble (Centaur)
- 2012 : Mozart - Suessmayr par Luigi Magistrelli (cor de basset) et l'Italian Classical Consort (Gallo)
- 2013 : Chamber Music for Winds de Caspar Kummer, par l'Italian Classical Consort, dir. Luigi Magistrelli (Brilliant Classics)
- 2013 : Clarinet Chamber Music de Johannes Brahms, par l'Arion Quartet, dir. Luigi Magistrelli (Urania Records)
- 2013 : Die Zauberharfe - Clarinet Chamber Music with Soprano and Harp, avec Margherita Tomasi (soprano), Claudia Bracco (piano) et Elena Gorna (harpe) (Urania Records)
- 2014 : Archduke Rudolph: Music for Clarinet and piano de Rodolphe d'Autriche, avec Claudia Bracco (piano) (Brilliant Classics)
- 2014 : Mozart and Stadler | Clarinet and Basset Horn Chamber Music, par l'Italian Classical Consort et l'Arion String Quartet, dir. Luigi Magistrelli (Centaur)
- 2014 : Verdiana XIX Century Opera Arrangements for Clarinet and Piano, avec Claudia Bracco (piano) (Urania Records)
- 2014 : Pot Pourri Clarinet Recital par Luigi Magistrelli and Friends (Gallo)
- 2016 : Chamber Music for Clarinet de Carl Philipp Emanuel Bach, par l'Italian Classical Consort dir. Luigi Magistrelli (Brilliant Classics)
- 2016 : Unknown Classical Clarinet Sonatas, avec Chiara Nicora (piano) et Elisabetta Soresina (violoncelle) (Gallo)
- 2016 : The Complete Chamber Music for Clarinet d'Antonín Reicha, par l'Italian Classical Consort dir. Luigi Magistrelli (Urania Records)
- 2016 : Chamber Music for Piccolo Clarinets in E flat And D, œuvres de  Bassi, Viviani, Panizza, Pessina, Cappelli, Ponchielli et Pillevestre, par Luigi Magistrelli and Friends (Gallo)
- 2016 : Chamber Music with Clarinet de Benedetto Carulli, avec Cristina Romanò (clarinette) et Danilo Zaffaroni (basson) (Da Vinci Classics)
- 2017 : Nocturnes for Clarinet and Harp de Giovanni Francesco Giuliani, avec Elena Gorna (harpe) (Brilliant Classics)
- 2018 : Italian Serenades for Clarinet and Guitar, avec Bruno Giuffredi (guitare) (Gallo)
- 2019 : Chamber Music for Clarinet and Piano de Girolamo Salieri, avec Claudia Bracco (piano) (Da Vinci Classics)
- 2020 : Three Quartets for Clarinet and String Trio Op. 2, 3 & 4 de Cesare Pugni, par l'Italian Classical Consort dir. Luigi Magistrelli (Da Vinci Classics)
- 2020 : XX Century Chamber Music for Violin, Clarinet and Piano, œuvres de Bartók, Shostakovich, Rota, Milhaud et Stravinsky, avec Giambattista Pianezzola (violon) et Ruta Stadalnykaite (piano) (Gallo)
- 2021 : Clarinet Chamber Music de Georg Friedrich Fuchs, par l'Italian Classical Consort dir. Luigi Magistrelli (Brilliant Classics)
- 2021 : Clarinet Quartets Op. 79 de Wolfgang Amadeus Mozart (arrangement Johann Anton André), par l'Italian Classical Consort dir. Luigi Magistrelli (Da Vinci Classics)
- 2022 : Potpourris and Sonatas (For Clarinet or Basset Horn and Piano), de Franz Danzi, avec Claudia Bracco (piano) (Da Vinci Classics)
- 2022 : Chamber Music for Clarinet and Piano de Christian Rummel, avec Claudia Bracco (piano) (Brilliant Classics)
- 2022 : Clarinet Chamber Music de Jacques-Jules Bouffil, avec Laura Magistrelli et Cristina Romano (clarinettes) et Claudia Bracco (piano) (Brilliant Classics)
- 2023 : Clarinet Chamber Music d'Ignaz Pleyel, par l'Italian Classical Consort dir. Luigi Magistrelli (Brilliant Classics)
- 2023 : Clarinet Chamber Music de Paul Jeanjean, avec Fausto Saredi (clarinette basse) et Claudia Bracco (piano) (Da Vinci Classics)